# Трилогія «Номи»
Трилогія «Номи» (англ. The Nome Trilogy), також відома у Великій Британії та у США, як «Бромелієва трилогія» (англ. The Bromeliad Trilogy) — науково-фентезійна серія англійського письменника Террі Пратчетта, що складається з трьох книг: «Викрадачі» (1989), «Землекопи» (1990), «Крила» (1990). В ній розповідається про Номів — расу крихітних істот з іншої планети, схожих на людей, але зростом не вище 4 дюймів (приблизно 10 см). В даний час вони живуть на Землі, ховаючись від людей та інших небезпек. Довгий час вони борються за виживання, поки одного разу не дізнаються таємницю свого походження від артефакту, названого ними «Талісман», і з його допомогою планують повернутися додому.
«Землекопи» і «Крила» є продовженням «Викрадачів». При цьому події кожного сиквела розвиваються паралельно, слідуючи за певними героями. Так, у «Викрадачах» і «Крилах» центральним персонажем вважається Масклін, а в «Землекопах» — Грімма.

## Тематика
Основна тема трилогії — зіткнення традиційних засад у різних сферах життя суспільства з неминучими змінами. У кожній з трьох книг читач спостерігає реакцію соціуму на революційні події, що зачіпають політику, релігію, загальноприйняту історію і навіть сімейні цінності суспільства.

## Сюжет

### Викрадачі (1989)
Події розгортаються в 20 столітті. Невелика група номів — крихітних істот приблизно 10 см зростом, що складається з 8 старих і 2 молодих номів, — забирається у вантажівку і вирушає на пошуки нового місця проживання. Раніше номів було багато. Вони тулилися в затишних куточках полів і струмків, але пізніше проклали автостраду, струмок прибрали в труби під землю, живоплоти викорчували, і затишних куточків не залишилося. Найвідважніші зробили спробу перетнути автостраду, проте про подальшу їхню долю нічого невідомо. Масклін, єдиний з племені ном, здатний полювати, вигадує план, як їм врятуватися від голоду і вимирання. Через те, що добувати їжу стає все важче, він пропонує залишити нору. Втім, цю ідею не підтримує ні один старійшина, поки одного разу не відбулися кілька ключових подій: згасло завжди підтримуване біля входу в нору багаття, і на номів напала лисиця, яка з'їла містера Мерта і місіс Куум. Тепер вже всі Старійшини, на чолі з матінкою Моркі і татусем Торрітом (вождями племені), погоджуються виїхати і беруть з собою Талісман — маленький чорний куб, який є символом влади в племені. Вантажівка привозить номів у вантажний відсік «Універсального магазину братів Арнольд Лімітед», де вони зустрічають Ангало де Галантерейю, місцевого нома. Він відрекомендовує прибулих з «Зовнішнього світу» своєму батькові — герцогу Кідо де Галантерейя, главі клану Галантерейя. Однак той не поділяє віри сина в існування «Зовнішнього світу» і виганяє чужинців. Справа в тому, що мешканці Універсального магазину вважають, що в «Зовні» можна потрапити тільки після смерті, якщо вести праведне життя. Поява чужинців суперечить їхнім релігійним переконанням і, в першу чергу, словам Арнольда Лімітеда (засн. 1905), що «Все [(ззібрано)] Під Одним Дахом»!
Вигнані герцогом де Галантерейєю мандрівники вирушають коридорами до відділу Слюсарних Інструментів і Електротоварів, щоб знайти притулок в іншого клану. Потрапивши в зону дії електрики, оживає Талісман. Виявляється, що дивний чорний куб — це навігаційний комп'ютер Галактичного дослідного зорельота «Лебідь». 15 тисяч років тому судно зазнало аварії, і екіпаж номів був змушений здійснити екстрену посадку на Землю. Корабель досі літає в космічному просторі в очікуванні номів, а роботи підтримують судно в робочому стані. Талісман велить задати йому ввідні дані і Масклін, який ще не розібрався у всіх тонкощах, просить його безпечно доставити Номів додому. Пізніше, ця фраза стала найвідомішою в історії номів.
У відділі Слюсарних інструментів і Електротоварів номи знайомляться з Доркасом Дель Ікатесом — місцевим вченим, що розбирається в електриці. Поки той розпитує новоприбулих про «Зовнішній світ» та розповідає їм про будову Універсального Магазину, Талісман вловлює радіосигнали, в яких повідомляється, що Універсальний магазин буде знесено через 21 день. Масклін намагається переконати всіх мешканців Магазину евакуюватися. Однак, Номи не відразу наважуються покинути свій будинок. Спочатку Талісман переконує Абата — найстарішого нома в магазині, а потім Масклін, Грімма і помічник Абата Ґердер вирушають у Бухгалтерію і знаходять записи Арнольда Лімітеда про закриття Універсального магазину. Абат вмирає, його наступником стає Ґердер, і тепер він, Масклін і Грімма, під керівництвом Талісмана організовують евакуацію всіх жителів магазину. Насамперед вони вчать всіх бажаючих номів читати, щоб знаходити інформацію, відправляють Ангало у вантажівці на розвідку в «Зовнішній світ», вчать правила дорожнього руху і вигадують спосіб керувати вантажівкою за допомогою мотузок і дерев'яних важелів. У певний момент всі номи спускаються на вантажний майданчик і викрадають вантажівку з продовольством. Незабаром вони прибувають на покинуту каменоломню і починають нове життя. В околицях каменоломні розташований аеропорт, де літають літаки, про які Масклн намагається дізнатися якомога більше, там він організовує розвідувальні вилазки і планує наступний крок на шляху додому…

### Землекопи (1990)
В каменоломні, де оселилися номи, з тих пір як вони врятувалися з готового до зносу «Універсального магазину братів Арнольд Лімітед», справи йдуть добре. Масклін намагається розібратися зі своїми почуттями до Грімми. Коли він незграбно пропонує їм оселитися разом, Грімма, замість того, щоб погодитися, намагається пояснити йому, що вона не хоче бути обмеженою традиційними відносинами, використовуючи аналогію з південноамериканськими жабами, які проводять все своє життя в калюжках води в бромеліаді — квітці, що росте на гілках високих дерев у Південній Америці, — не знаючи нічого про землю внизу. Масклін не розуміє її суджень, і вони сваряться.
Потім, Масклін, Абат Ґердер і Ангало Де Галантерейя беруть з собою Талісман і вирушають досліджувати довколишній аеропорт, але не повертаються. Грімма залишається сама і їй необхідно впоратися з навислою над плем'ям загрозою — люди повертаються щоб відкрити покинуту каменоломню, а особистий помічник Ґердера, Нісодемус, піднімає повстання. Він переманює на свою сторону всіх номів, які втратили владу після Великої Гонки (втечі з магазину) і пропонує влаштувати Новий Магазин, тобто жити порядками магазину: поділитися на відділи, згадати про знатні роди і, найголовніше, намалювати Таблички, щоб Арнольд Лімітед (засн. 1905) захистив їх від людей. Грімма протестувала, але номи все одно почали малювати Таблички (карго-культ). Передбачалося, що вони зупинять людину, яка приїжджає до каменоломні, однак та просто зірвала їх.
Нісодемус намагається довести силу своєї віри і стає під колеса машини впевнений, що Арнольд Лімітед врятує його і покарає людину, проте його зусилля не приносять результату і він гине. Гріма, Доркас та інші номи вирішують дати відсіч людям: вони замикають ворота, кладуть цвяхи під колеса вантажівки, зливають бензин і витягують акумулятор, а потім навіть зв'язують охоронця і крадуть його їжу. Потім, завдяки землерийній машині «Джекуб», яку Доркас виявив у старому сараї і полагодив, вони рятуються від людей (номів переслідує кілька поліційних машин). Врешті-решт їх рятує Масклін, що з'явилася на зорельоті «Лебідь». До того ж, він дарує Грімм привезену з Південної Америки бромелію, на знак того, що він нарешті розуміє її, і всі разом вони вирушкають на свою Землю — додому.

### Крила (1990)
Ця історія є продовженням «Викрадачів», але відбувається паралельно з подіями, що розгортаються в «Землекопах». Масклін, Ангало і Ґердер залишають каменоломню, прибувають в аеропорт і шукають літак, на якому летить у Флориду онук одного з братів Арнольд, які заснували Універсальний магазин («Тридцятидев'ятирічний Онук Річард», як сказано в газеті, знайденій номами раніше). У Флориді планується запуск нового супутника зв'язку, на який збирається пробратися Масклін, щоб Талісман зумів зв'язатися із зорельотом «Лебідь» — судном, яке вже кілька тисяч років знаходиться на Місяці, і дати йому команду прилетіти на Землю.
Талісман підключається до комп'ютерів в аеропорту і дізнається, що Тридцятидев'ятирічний Онук Річард сідає на рейс 205 в Маямі, Флорида. Номи пробираються на Конкорд і Ґердер приходить в шок від того, що всередині літак схожий на Універсальний магазин, тільки в ньому менше місця, де номи можуть сховатися. Поступово номи освоюються на борту літака, знаходять їжу, а потім у Маскліна виникає ідея сховатися в ручній поклажі Тридцатидев'ятирічного Онука Річарда. Прибувши у Флориду, номи приїжджають у багажі Онука Річарда в готель і, поки той приймає душ, підкріплюються їжею з номера. Несподівано вийшовши з душу, Річард бачить Маскліна, але номам все ж вдається втекти. Вони потрапляють у Національний парк Еверглейдс і зустрічають там ще одну групу номів, яку очолює жінка-ном на ім'я Шраб (або Маленьке деревце). Спочатку вони не розуміють один одного, однак Талісман бере на себе функцію перекладача. Виявляється, флоридські номи розмовляють справжньою мовою номів, які прибули на Землю тисячі років тому. Так само, як номи з Універсального магазину вірять в Арнольда Лімітеда, флоридське плем'я вірить у Творця хмар (ракету НАСА, яка пролітає у них над головами).
Флоридські номи приручили диких гусей, вони літають на них і підтримують зв'язок з тисячею інших племен номів, що живуть по всьому світу. Полетівши на гусях, Масклін, Ангало, Ґердер і Півон, старший син Шраб, добираються до пускового майданчика космодрому і підносять Талісман якомога ближче до шатлу, щоб той зміг передати інформацію на супутник, розташований на борту. Номи встигають врятуватися за мить до того, як ракета стартує, і їх зносить звуковою хвилею. Витративши весь запас енергії Талісман вимикається. Масклін усвідомлює, що без Талісмана, який пілотує корабель, той може впасти, тому він показується на очі людям, дозволяє себе впіймати і привезти в будівлю з джерелами живлення. Талісман заряджається і повідомляє Маскліну, що корабель прибуде найближчим часом. Під час втечі вони стикаються з Арнольдом і Масклін використовує Талісман, щоб попросити його про допомогу (для номів мова людей занадто повільна і низькочастотна, а для людей навпаки. Талісман може сприймати і ту, й іншу). Річард розповідає Маскліну, що його рідний і двоюрідний дідусі здогадалися про існування номів у магазині, тому що чули дивний шум ночами, і допомагає йому втекти. На борту корабля він знову зустрічає Ангало, Ґердера і Півона. Вони повертаються в каменоломню, щоб забрати на борт корабля, решту номів, але, перед цим, роблять невеликий вояж Південною Америкою в пошуках бромелії з жабенятами.
Знайшовши потрібну квітку, номи усвідомлюють, що вони не знають куди летіти. Випадково, вони бачать Конкорд, який летить на схід, і Масклін здогадується, що він повертається в Англію. Вони слідують за літаком і прибувають до каменоломні саме вчасно, щоб врятувати номів на Джекубі, які втікають від людей у поліцейських машинах (як розказано в «Землекопах»). Масклін дарує Гріммі бромелію, і вони миряться. Всі номи з каменоломні забираються на борт «Лебедя», крім Ґердера, який вирішив залишитися на Землі і розповісти всім нормам про існування Зорельота, про те, що їхні предки насправді з іншої планети і т. д. Масклін обіцяє одного разу повернутися по всіх номів, що залишилися на Землі.

## Головні герої
- Масклін — молодий ном, сміливий і завзятий. Спочатку живе в норі, потім переконує всіх поїхати шукати новий безпечний для номів дім.
- Талісман — маленький мислячий комп'ютер. Частина Галактичного дослідного зорельота «Лебідь», на якому номи прибули на Землю 15 тисяч років тому.
- Торріт — ватажок племені номів, що живуть на узбіччі автостради. Перш ніж перейти до Маскліна, Талісман належав йому. Помирає на початку роману «Землекопи». Зазвичай, всі звуть його «батечко Торріт».
- Грімма — подруга, а потім кохана Маскліна, розумна, надалі начитана, феміністичних поглядів.
- Ґердер — чернець в «Універсальному магазині братів Арнольд Лімітед». Пізніше стає абатом.
- Ангало де Галантерейя — ном з Універсального магазину, обожнює легенди про «Зовнішній світ». Перший, хто вітає чужинців після їх прибуття в магазин.
- Доркас дель Ікатес — учений у відділі Слюсарних інструментів і Електрики. Цікавиться наукою і особливо електрикою.
- Моркі — Старійшина з племені тих номів, що прийшли «Ззовні», дружина Торріта і цілителька. Зазвичай, всі звуть її «матінка Моркі».
- Арнольд Лімітед (засн. 1905) — засновник (насправді це двоє братів) Універсального магазину. Є богом для жителів Магазину.

### З'являються тільки в «Викрадачах»
- Абат — голова Канцелярського приладдя і духовний лідер усіх відділів Універсального магазину. Вмирає від старості у «Викрадачах». Наступним абатом стає Ґердер.
- Герцог Кідо де Галантерейя — батько Ангало. Лідер відділу Галантерейя.
- Сприятлива Кон'юнктура — доброзичливий дух Універсального магазину, в який вірили й іноді їй молилися. В одній сцені Ґердер вирішує, що вона приходить до них на допомогу в образі прибиральниці з пилососом.
- Уцінка — для номів з Магазину хтось на зразок Страшили (бугімена). Насправді охоронець магазину.

### З'являються тільки в «Землекопах»
- Сакко і Нуті — учні Доркаса, моторні і тямущі.
- Нісодемус — особистий помічник Ґердера в каменоломні. Релігійний фанатик, який спробував влаштувати бунт і захопити владу. Гине ставши під колеса автомобіля.

### З'являються тільки в «Крилах»
- Плем'я флоридських номів — живуть у Національному парку Еверґлейдс, літають на диких гусях і розмовляють стародавньою мовою номів.
- Шраб — наставниця флоридських номів.
- Чубчик — жрець Творчині Хмар.
- Творчиня Хмар (насправді ракета НАСА) — божество флоридського племені номів.
- Півон — старший син Шраб, який допомагає Маскліну, Ґердера і Ангало у Флориді.
- Річард Арнольд — «Тридцятидев'ятирічний Онук Річард», як написано в газеті, яку номи випадково прочитали на початку оповіді «Землекопів». Онук одного із засновників Універсального магазину, який у вирішальний момент допомагає Маскліну вибратися з халепи. Його реальний прототип Річард Бренсон.
- Бромелієві жаби — жабенята, які мешкають у квітці Бромелія. Епізоди з їх участю перемежовують події, що відбуваються з головними героями «Крил», а також у «Землекопах» Гріммі сниться «віщий сон» про те, як Масклін знаходить бромелію.

## Продовження
В кінці роману «Крила» мається на увазі, що герої, після того, як знайдуть планету своїх предків, повернуться на Землю за рештою номів. В одному інтерв'ю Террі Пратчетт говорив, що він не буде писати продовження про рідну планету Номів, але, можливо, напише про їх повернення. Книга так і не була написана.

## Екранізації

### Телесеріал
У 1992 році вийшов анімаційний телефільм «Викрадачі» (англ. Truckers) режисерів Джекі Кокла, Кріса Тейлора і Френсіса Воуза, знятий у традиціях лялькової мультиплікації за сценарієм Террі Пратчетта і Браяна Трумена англійською кіностудією Cosgrove Hall для Channel 4.

### Фільм
У 2001 кінокомпанія DreamWorks придбала права на трилогію «Номи» й оголосила про плани об'єднати всі три книги в один фільм, режисером якого стане Ендрю Адамсон.
Наприкінці 2008 року до роботи над «Викрадачами» приєднався Денні Бойл, однак проект розвалився внаслідок економічної кризи. На наступний рік для роботи над проектом кінокомпанія найняла оскароносного сценариста Саймона Бофоя.
У 2010 році було заплановано продовжити роботу над картиною. На цей раз сценаристом виступив Джон Орлофф, а режисером став Ананд Такер.